# طواف أندلوسيا 2016
طواف أندلوسيا 2016 (بالإسبانية: Vuelta a Andalucía 2016 )‏ هو سباق دراجات هوائية، وهو الموسم رقم 62 من نفس السباق، وأقيم خلال الفترة 17 فبراير 2016، وحتى 21 فبراير 2016، وامتدّ لمسافة 701.4 كيلومتر، وهو أحد سباقات طواف أوروبا للدراجات 2016، وهو من نوع سباق المرحلة، وقد شارك في السباق 164 متسابقاً ووصل إلى نهايته 81 متسابقاً.
فاز فيه بالمركز الأول أليخاندرو بالبيردي، وبالمركز الثاني تجي فان جارد إرين، وبالمركز الثالث باوك موليما، والفائز حسب ترتيب السرعة جيروم بوغنيز، والفريق الفائز في ترتيب الفرق بي إم سي راسينغ 2016.

## الفرق
| فرق عالمية (10)- بي إم سي راسينغ - Dimension Data - Giant-Alpecin - IAM Cycling - Lotto NL-Jumbo - Lotto-Soudal - موفيستار - Sky - Tinkoff - Trek-Segafredo فرق قارية محترفة (10)- كاجا رورال-سيغوروس 2016 ‏ - CCC Development Team ‏ - Cofidis, Solutions Crédits - Direct Énergie - UniFunvic–Pindamonhangaba ‏ - غازبروم روسفيلو ‏ - رومبوت تشارلز ‏ - ويلير تريستينا-سيل إيطاليا ‏ - سبورت فلاندرين بالويس 2016 ‏ - Wanty-Groupe Gobert فرق قارية (4)- برجس بي إتش 2016 ‏ - موسم يوسكادي مورياس 2016 ‏ - Matrix Powertag ‏ - بايك أيد ‏ |  |
| |  |

## المراحل
| قائمة المراحل | قائمة المراحل | قائمة المراحل                    | قائمة المراحل  | قائمة المراحل | قائمة المراحل      | قائمة المراحل      |
| المرحلة       | التاريخ       | الدورة                           |                | المسافة (كم)  | الفائز بالمرحلة    | القائد العام       |
| ------------- | ------------- | -------------------------------- | -------------- | ------------- | ------------------ | ------------------ |
| 1             | 17 فبراير     | ألموناستير لا ريال – إشبيلية     | مرحلة جبلية    | 165.2         | دانيلي بيناتي      | دانيلي بيناتي      |
| 2             | 18 فبراير     | Palomares del Río ‏ – قرطبة       | مرحلة جبلية    | 186.3         | ناصر بوهاني        | ناصر بوهاني        |
| 3             | 19 فبراير     | موناتشيل – إل بادول              | مرحلة جبلية    | 157.9         | أوسكار جاتو        | بن سويفت           |
| 4             | 20 فبراير     | برج الهواريين – برج الهواريين    | فردي ضد الساعة | 21            | تجي فان جارد إرين  | تجي فان جارد إرين  |
| 5             | 21 فبراير     | سان روج – Alto de Peñas Blancas ‏ | مرحلة جبلية    | 171           | أليخاندرو بالبيردي | أليخاندرو بالبيردي |

## النتيجة

### مرحلة 1
أجريت في 17 فبراير 2016، وامتدّت لمسافة 165.2 كيلومتر.
| التصنيف العام | التصنيف العام | التصنيف العام | التصنيف العام | التصنيف العام |        |
| الدراج        | الدراج        | البلد         | الفريق        | الوقت         | السرعة |
| ------------- | ------------- | ------------- | ------------- | ------------- | ------ |
| 1.            | دانيلي بيناتي | إيطاليا       | Tinkoff       |               |        |

### مرحلة 2
أجريت في 18 فبراير 2016، وامتدّت لمسافة 186.3 كيلومتر.
| التصنيف العام | التصنيف العام     | التصنيف العام | التصنيف العام          | التصنيف العام |        |
| الدراج        | الدراج            | البلد         | الفريق                 | الوقت         | السرعة |
| ------------- | ----------------- | ------------- | ---------------------- | ------------- | ------ |
| 1.            | ناصر بوهاني       | فرنسا         | كوفيديس                |               |        |
| 2.            | خوان خوسيه لوباتو | إسبانيا       | موفيستار               |               |        |
| 3.            | ريمون كريدر       | هولندا        | Roompot-Oranje Peloton |               |        |

### مرحلة 3
أجريت في 19 فبراير 2016، وامتدّت لمسافة 157.9 كيلومتر.
| التصنيف العام | التصنيف العام      | التصنيف العام   | التصنيف العام          | التصنيف العام |        |
| الدراج        | الدراج             | البلد           | الفريق                 | الوقت         | السرعة |
| ------------- | ------------------ | --------------- | ---------------------- | ------------- | ------ |
| 1.            | بن سويفت           | المملكة المتحدة | سكاي                   |               |        |
| 2.            | ريمون كريدر        | هولندا          | Roompot-Oranje Peloton |               |        |
| 3.            | Reto Hollenstein ‏  | سويسرا          | IAM                    |               |        |
| 4.            | فيليب جيلبير       | بلجيكا          | بي إم سي راسينغ        |               |        |
| 5.            | فابيو فلين         | إيطاليا         | تريك سيغافريدو         |               |        |
| 6.            | ووت بويلس          | هولندا          | سكاي                   |               |        |
| 7.            | سيمون جيشكي        | ألمانيا         | Giant-Alpecin          |               |        |
| 8.            | أليخاندرو بالبيردي | إسبانيا         | موفيستار               |               |        |
| 9.            | Matteo Busato ‏     | إيطاليا         | Southeast-Venezuela    |               |        |
| 10.           | ويلكو كيليرمان     | هولندا          | لوتو إن إل-جامبو       |               |        |

### مرحلة 4
أجريت في 20 فبراير 2016، وامتدّت لمسافة 21 كيلومتر.
| التصنيف العام | التصنيف العام     | التصنيف العام    | التصنيف العام   | التصنيف العام |        |
| الدراج        | الدراج            | البلد            | الفريق          | الوقت         | السرعة |
| ------------- | ----------------- | ---------------- | --------------- | ------------- | ------ |
| 1.            | تجي فان جارد إرين | الولايات المتحدة | بي إم سي راسينغ |               |        |

### مرحلة 5
أجريت في 21 فبراير 2016، وامتدّت لمسافة 171 كيلومتر.
| الدراج | الدراج | البلد | الفريق | الوقت | السرعة |  |

## التصنيف العام النهائي
| التصنيف العام | التصنيف العام      | التصنيف العام    | التصنيف العام   | التصنيف العام |        |
| الدراج        | الدراج             | البلد            | الفريق          | الوقت         | السرعة |
| ------------- | ------------------ | ---------------- | --------------- | ------------- | ------ |
| 1.            | أليخاندرو بالبيردي | إسبانيا          | موفيستار        |               |        |
| 2.            | تجي فان جارد إرين  | الولايات المتحدة | بي إم سي راسينغ |               |        |
| 3.            | باوك موليما        | هولندا           | تريك سيغافريدو  |               |        |

## وصلات خارجية
- الموقع الرسمي
- طواف أندلوسيا 2016 على موقع إحصائيات الدراجات الإحترافية (الإنجليزية)